# Métro de Tokyo
Ne doit pas être confondu avec Tokyo Metro.
Le métro de Tokyo (東京の地下鉄, Tōkyō no chikatetsu) est un des systèmes de transport en commun de l'agglomération de Tokyo au Japon. Constitué de 13 lignes et 286 stations, le réseau s'étend sur plus de 300 km à travers les arrondissements spéciaux de la métropole de Tokyo et les préfectures de Chiba et de Saitama. Deux opérateurs, également propriétaires de leurs lignes respectives, exploitent le réseau de métro. Tokyo Metro exploite neuf lignes et 180 stations sur 195 km, alors que Toei exploite quatre lignes et 106 stations sur 109 km. À moins de disposer d'un titre de transport approprié, la libre-circulation entre les lignes des deux opérateurs n'est pas assurée. 
Inauguré en 1927, le métro de Tokyo est le plus ancien métro d'Asie. Sa première ligne, la ligne Ginza, demeurera la seule ligne du réseau jusqu'au milieu des années 1950. À partir de ce moment et jusqu'au début des années 2000, le réseau subira une croissance importante. Le dernier prolongement est inauguré en 2008.
Chaque station possède une signature sonore (jingle) différente selon son thème. Celles de la ligne Tōzai ont été composées par le musicien Minoru Mukaiya (en).

## Histoire
Tokyo est la première ville du Japon et d'Asie à se doter d'un métro, soit le 30 décembre 1927 lors de l'ouverture de la ligne Ginza sur une distance de 2,2 km entre les stations Ueno et Asakusa. Il est exploité par la Compagnie de chemins de fer souterrains de Tokyo (CCFST). La ligne est graduellement prolongée dans les années qui suivent.
Onze ans plus tard, une autre société, la Compagnie de transport rapide de Tokyo (CTRT), inaugure un prolongement notable de la ligne entre les stations Omotesandō et Toranomon. Le 15 janvier 1939, cette même compagnie prolonge la ligne vers la station Shimbashi afin de la relier à son autre section opérée par la CCFST. En 1941, la Compagnie de transport rapide Teito est fondée afin d'exploiter les tronçons des deux compagnies.
Complètement interrompue durant la Seconde Guerre mondiale, la construction du métro reprend subséquemment et une deuxième ligne peut finalement ouvrir le 20 janvier 1954, soit un tronçon de la ligne Marunouchi entre les stations Ikebukuro et Ochanomizu. En 1960, est inaugurée la première ligne du réseau Toei, soit la ligne 1 – rebapatisée ligne Asakusa en 1978 – entre les stations Oshiage et Asakusabashi. En 1978, les lignes 6 et 10 du réseau Toei sont respectivement renommées lignes Mita et Shinjuku. En 1991, la ligne Namboku est inaugurée. 
Le 1er avril 2004, la Compagnie de transport rapide Teito est privatisée et transformée en société par actions (kabushiki kaisha) sous le nom de Tokyo Metro et dont les actionnaires sont le gouvernement japonais (majoritaire) et le gouvernement métropolitain de Tokyo (minoritaire). En 2008, la ligne Fukutoshin entre les stations Ikebukuro et Shibuya est mise en service, devenant ainsi la première nouvelle ligne depuis la privatisation du réseau.

## Réseau

### Présentation générale
Le métro de Tokyo à proprement parler est constitué de 13 lignes totalisant 304,1 kilomètres et 286 stations. Les lignes sont exploitées par deux compagnies opératrices et propriétaires, soit Tokyo Metro et Toei (formellement le Bureau des transports de la Métropole de Tokyo). La première est une société par actions de type kabushiki kaisha dont les actionnaires sont le gouvernement du Japon (majoritaire) et le gouvernement métropolitain de Tokyo (minoritaire). La deuxième est une société publique relevant du gouvernement métropolitain de Tokyo. 
Tokyo Metro exploite neuf lignes et 180 stations sur 195 km, soit les lignes Ginza, Marunouchi, Hibiya, Tōzai, Chiyoda, Yūrakuchō, Hanzōmon, Namboku et Fukutoshin, alors que Toei exploite quatre lignes et 106 stations sur 109 km, soit les lignes Asakusa, Mita, Shinjuku et Ōedo. 

### Réseaux connexes
La plupart des lignes du métro de Tokyo sont interconnectées avec les réseaux de trains de banlieue : ainsi, outre la compagnie propriétaire, plusieurs compagnies ferroviaires peuvent utiliser une même ligne de métro. Sur ces lignes, le matériel utilisé et les destinations sont très variés. Par exemple, la compagnie ferroviaire Keikyū relie les aéroports de Narita et de Haneda via la ligne de métro Asakusa gérée par la compagnie Toei (voir ci-dessous les interconnexions dans les tableaux).
La ligne circulaire Yamanote et les lignes transversales Chūō et Chūō-Sōbu de la JR East ne font pas partie du réseau du métro, bien que les correspondances entre stations du centre de Tokyo soient nombreuses.
Les lignes à conduite automatique telle la ligne Yurikamome ou le Nippori-Toneri Liner ne sont pas considérées comme faisant partie du réseau du métro de Tokyo.

### Lignes Tokyo Metro

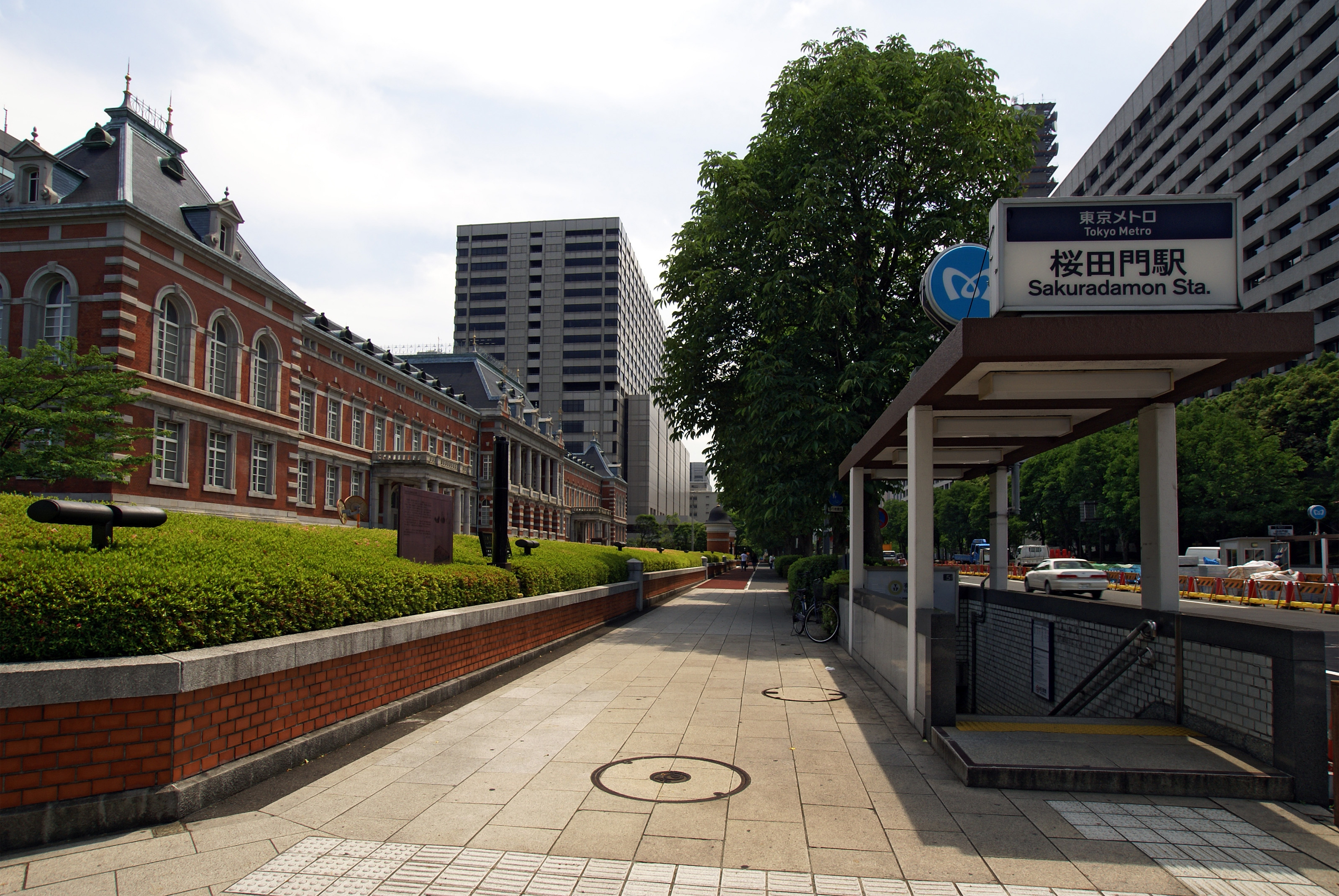
Entrée de la station Sakuradamon sur la ligne Yūrakuchō.

Anciennement appelée en anglais Teito Rapid Transit Authority (ou encore Eidan Subway), cette compagnie a pris son nouveau nom, Tokyo Metro, le 1er avril 2004.
Elle gère actuellement les neuf lignes suivantes :
| Couleur  | Symbole | N° ligne | Nom de ligne  | Nom japonais   | Interconnexion                        | Itinéraire                 | Interconnexion        | Mise en service | V/max.   | Longueur | Écartement | Électrification          |
| -------- | ------- | -------- | ------------- | -------------- | ------------------------------------- | -------------------------- | --------------------- | --------------- | -------- | -------- | ---------- | ------------------------ |
| orange   |         | 3        | Ginza         | 銀座線         |                                       | Shibuya ↔ Asakusa          |                       | 30/12/1927      | 65 km/h  | 14,3 km  | 1 435 mm   | 600 V CC par 3e rail     |
| rouge    |         | 4        | Marunouchi    | 丸ノ内線       |                                       | Ogikubo ↔ Ikebukuro        |                       | 20/01/1954      | 75 km/h  | 24,2 km  | 1 435 mm   | 600 V CC par 3e rail     |
| rouge    |         | 4        | embranchement | 丸ノ内線分岐線 |                                       | Nakano-Sakaue ↔ Hōnanchō   |                       | 23/03/1962      | 65 km/h  | 3,2 km   | 1 435 mm   | 600 V CC par 3e rail     |
| argent   |         | 2        | Hibiya        | 日比谷線       |                                       | Naka-Meguro ↔ Kita-Senju   | Ligne Tōbu Skytree    | 28/03/1961      | 80 km/h  | 20,3 km  | 1 067 mm   | 1 500 V CC par caténaire |
| ciel     |         | 5        | Tōzai         | 東西線         | Ligne Chūō-Sōbu                       | Nakano ↔ Nishi-Funabashi   | Ligne Tōyō Rapid      | 23/12/1964      | 100 km/h | 30,8 km  | 1 067 mm   | 1 500 V CC par caténaire |
| vert     |         | 9        | Chiyoda       | 千代田線       | Ligne Odakyū Odawara                  | Yoyogi-Uehara ↔ Kita-Ayase | Ligne Jōban           | 20/12/1969      | 80 km/h  | 24,0 km  | 1 067 mm   | 1 500 V CC par caténaire |
| or       |         | 8        | Yūrakuchō     | 有楽町線       | Ligne Tōbu Tōjō Ligne Seibu Ikebukuro | Wakōshi ↔ Shin-Kiba        |                       | 30/10/1974      | 80 km/h  | 28,3 km  | 1 067 mm   | 1 500 V CC par caténaire |
| violet   |         | 11       | Hanzōmon      | 半蔵門線       | Ligne Tōkyū Den-en-toshi              | Shibuya ↔ Oshiage          | Ligne Tōbu Skytree    | 01/08/1978      | 80 km/h  | 16,8 km  | 1 067 mm   | 1 500 V CC par caténaire |
| émeraude |         | 7        | Namboku       | 南北線         | Ligne Tōkyū Meguro                    | Meguro ↔ Akabane-Iwabuchi  | Ligne Saitama Railway | 29/11/1991      | 80 km/h  | 21,3 km  | 1 067 mm   | 1 500 V CC par caténaire |
| marron   |         | 13       | Fukutoshin    | 副都心線       | Ligne Tōbu Tōjō Ligne Seibu Ikebukuro | Wakōshi ↔ Shibuya          | Ligne Tōkyū Tōyoko    | 14/06/2008      | 80 km/h  | 20,4 km  | 1 067 mm   | 1 500 V CC par caténaire |

### Lignes Toei
Le Bureau des Transports de la Métropole de Tokyo, communément appelé Toei (都営), gère les quatre lignes suivantes :
| Couleur | Symbole | N° ligne | Nom de ligne | Nom japonais | Interconnexion          | Itinéraire                        | Interconnexion       | Mise en service | V/max.  | Longueur | Écartement | Électrification            |
| ------- | ------- | -------- | ------------ | ------------ | ----------------------- | --------------------------------- | -------------------- | --------------- | ------- | -------- | ---------- | -------------------------- |
| rose    |         | 1        | Asakusa      | 浅草線       | Ligne principale Keikyū | Nishi-Magome ↔ Oshiage            | Ligne Keisei Oshiage | 04/12/1960      | 70 km/h | 18,3 km  | 1 435 mm   | 1 500 V CC par caténaire   |
| bleu    |         | 6        | Mita         | 三田線       | Ligne Tōkyū Meguro      | Meguro ↔ Nishi-Takashimadaira     |                      | 27/12/1968      | 75 km/h | 26,5 km  | 1 067 mm   | 1 500 V CC par caténaire   |
| feuille |         | 10       | Shinjuku     | 新宿線       | Ligne nouvelle Keiō     | Shinjuku ↔ Motoyawata             |                      | 21/12/1978      | 75 km/h | 23,5 km  | 1 372 mm   | 1 500 V CC par caténaire   |
| rubis   |         | 12       | Ōedo         | 大江戸線     |                         | Hikarigaoka ↔ Shinjuku-Nishiguchi |                      | 10/12/1991      | 70 km/h | 40,7 km  | 1 435 mm   | 1 500 V CC moteur linéaire |

## Tarification
La tarification dépend du trajet emprunté. À l'entrée des stations de métro se trouvent des distributeurs de tickets, accompagnés généralement d'un plan indiquant le montant requis pour chaque destination. Le montant minimum d'un trajet est de 160 yens (130 yens sur la ligne Yamanote). Le ticket doit être validé à l'entrée et est demandé à la sortie. Si l'on décide de prolonger le trajet en cours de route, il est possible de payer le supplément à la sortie.
Pour s'affranchir de ces ajustements, bon nombre d'habitants utilisent des cartes prépayées, de 1 000, 3 000, ou 5 000 yens, qui se voient débitées automatiquement du montant correspondant au trajet effectué (Passnet). Malheureusement, ces cartes ne sont valables que pour les deux réseaux de métros et les lignes de chemin de fer privées. Les trains de la Japan Railways (JR) ainsi que le monorail de Tokyo utilisent un autre type de carte (Suica). Cette incompatibilité est résolue depuis la mi-mars 2007 avec le lancement d'une nouvelle carte commune à toutes les compagnies, PASMO, Suica devenant également interopérable.
Il existe également différents types de pass à la journée :
- le Tokyo Free Ticket permet d'effectuer des trajets illimités pendant une journée sur toutes les lignes de métro (Tokyo metro et Toei), sur les lignes de bus et tramway Toei, ainsi que sur les lignes de train JR dans les 23 arrondissements de la ville de Tokyo. Le prix est de 1 580 yens et 790 yens pour les enfants. Cependant, ce pass ne permet pas de voyager avec les lignes de chemin de fer privées, les lignes de bus privées ou les trains JR dans la préfecture de Tokyo, à l'extérieur des limites de la ville ;
- le One-day Travel Pass est un billet valable pour une journée sur les réseaux de métro Toei et Tōkyō Metro. Le prix est de 1 000 yens pour les adultes et 500 yens pour les enfants ;
- le One-Day Open Ticket est un billet valable pour une journée sur l'ensemble du réseau Tōkyō Metro. Le prix est de 710 yens pour les adultes et 360 yens pour les enfants ;
- le Toei One-Day Economy Pass est un billet valable pour une journée sur l'ensemble du réseau Toei (métro, bus, tramway). Le prix est de 700 yens pour les adultes et 350 yens pour les enfants ;
- le Toei Bus One-Day Economy Pass est un billet valable pour une journée sur l'ensemble du réseau de bus Toei. Le prix est de 500 yens pour les adultes et 250 yens pour les enfants.

On trouve également un Tokunai Free Pass, billet valable pour une journée sur l'ensemble du réseau JR dans la limite des 23 arrondissements de Tokyo. Le prix est de 730 yens pour les adultes et 360 yens pour les enfants.
Début novembre 2011, les deux opérateurs de métro annoncent vouloir unifier leurs services, supprimant petit à petit les barrières entre leurs réseaux dans les stations communes, et mettant en place des tarifs réduits pour les trajets utilisant les deux réseaux (avec deux tickets distincts).

## Matériel roulant

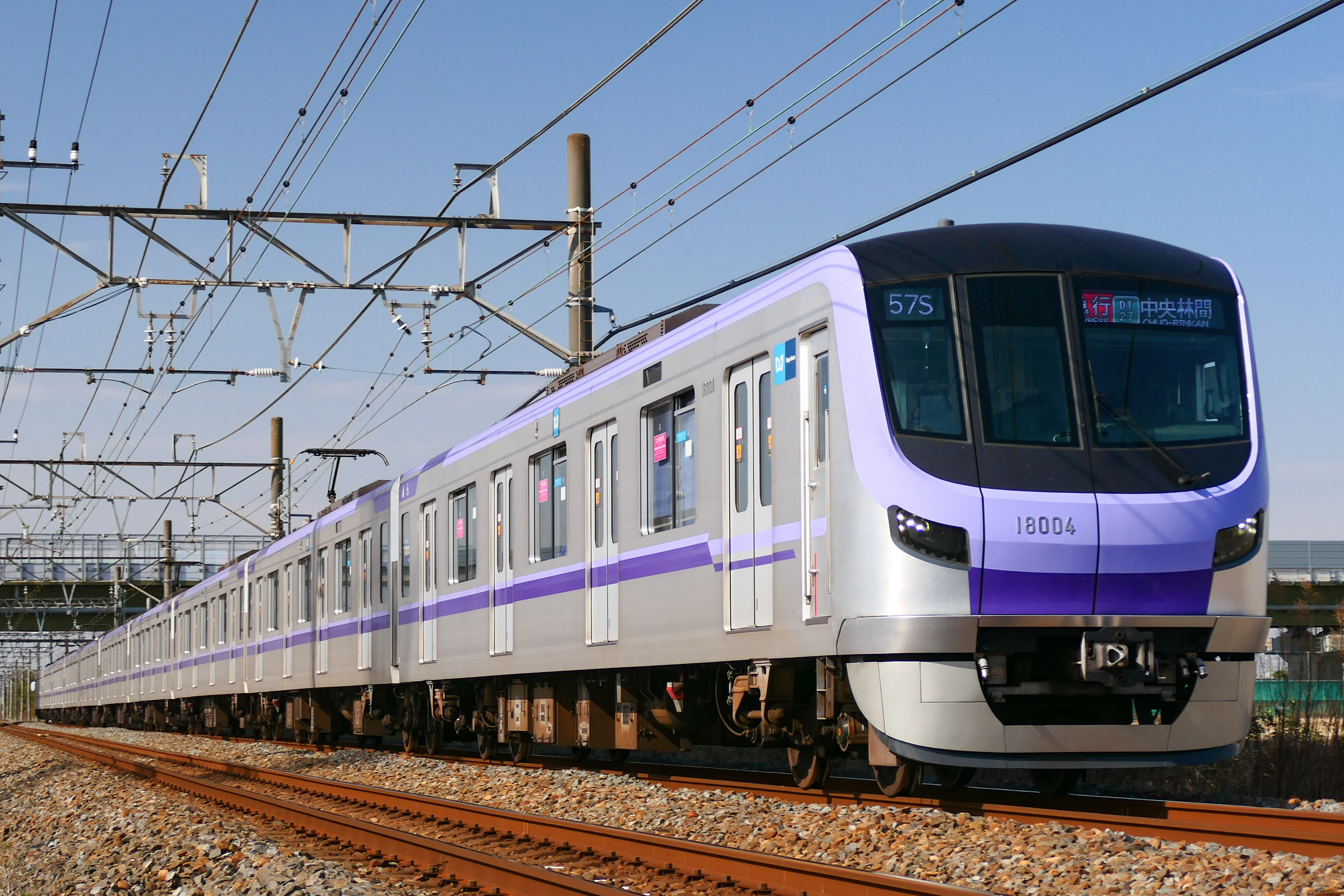
Rame de série 18000 sur la ligne Hanzōmon.

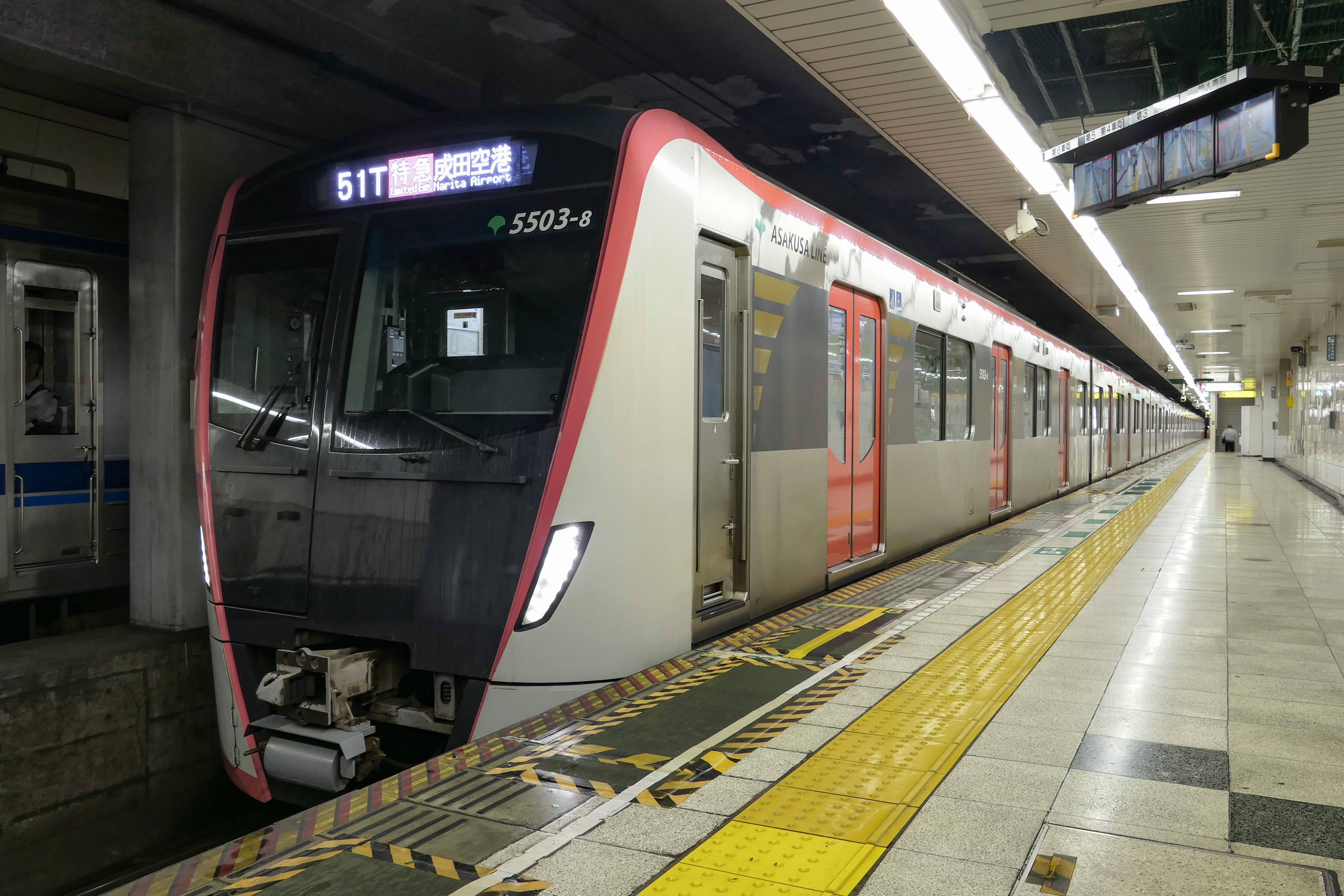
Rame de série 5500 sur la ligne Asakusa.

Les véhicules utilisés dans le métro de Tokyo sont pour la plupart différents d'une ligne à l'autre. Les rames sont la propriété de la compagnie exploitante et ont une apparence unique. Elles revêtent usuellement la couleur de la ligne sur laquelle elles sont affectées. Les tunnels du réseau étant étroits, l'évacuation par les portes de côté est souvent impossible, d'où la possibilité pour les usagers d'évacuer par en avant ou en arrière du train en cas d'urgence. 

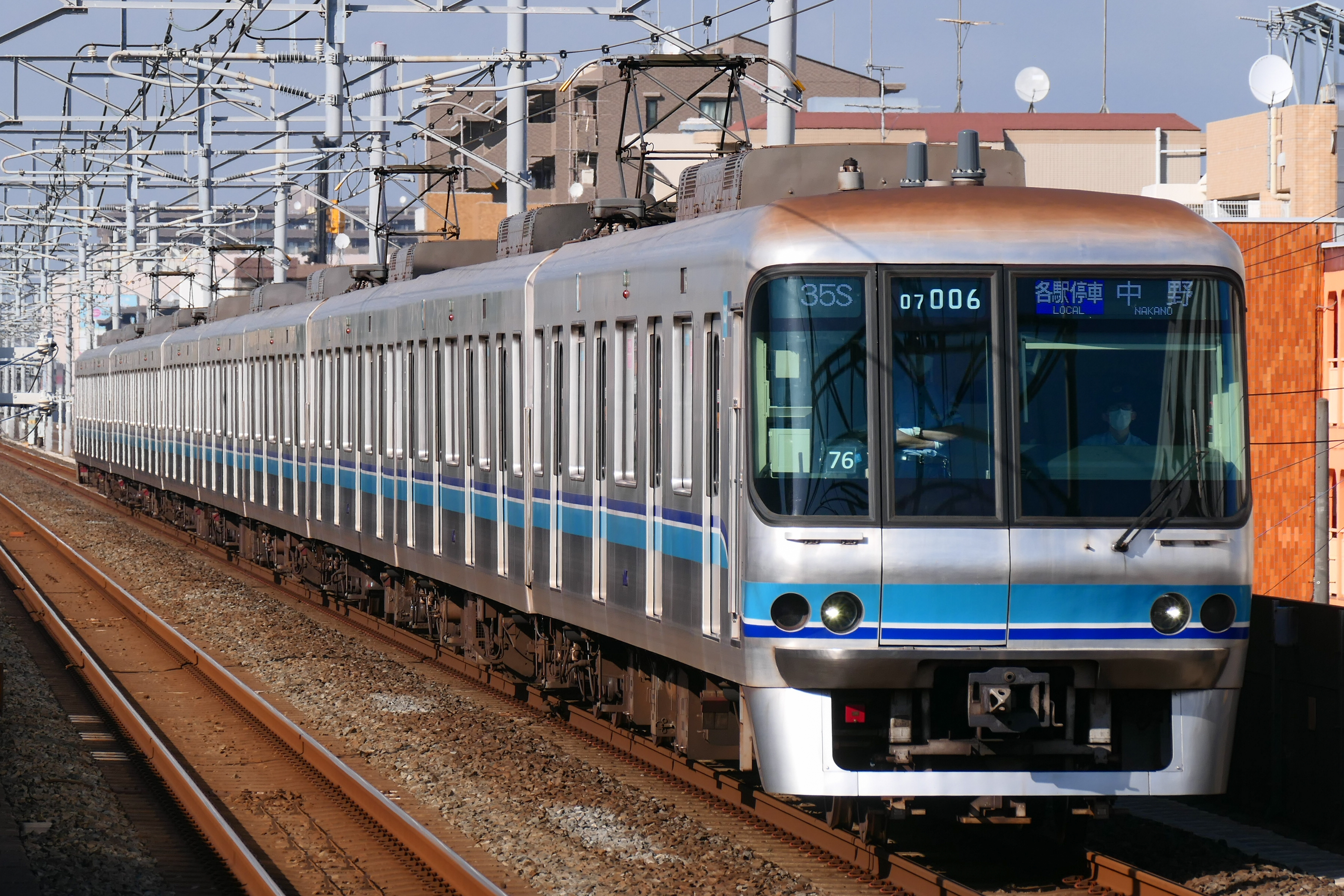
Rame de série 07 sur la ligne Tōzai.

La liste suivante répertorie le matériel roulant en service sur les lignes du réseau. 

### Ligne Ginza
- Série 1000

### Ligne Marunouchi
- Série 02
- Série 2000

### Ligne Hibiya
- Série 13000

### Ligne Tozai
- Série 05
- Série 07
- Série 15000

### Ligne Chiyoda
- Série 16000
- Série 05 (pour la ligne secondaire Kita-Ayase)

### Lignes Yurakucho et Fukutoshin
- Série 10000
- Série 17000

### Ligne Hanzomon
- Série 8000 (en)
- Série 08
- Série 18000

### Ligne Namboku
- Série 9000

### Ligne Asakusa
- Série 5500

### Ligne Mita
- Série 6300 (en)
- Série 6500

### Ligne Shinjuku
- Série 10-300

### Ligne Oedo
- Série 12-000 (en)
- Série 12-600 (en)

## Problèmes et incidents

### Lutte contre les agressions sexuelles

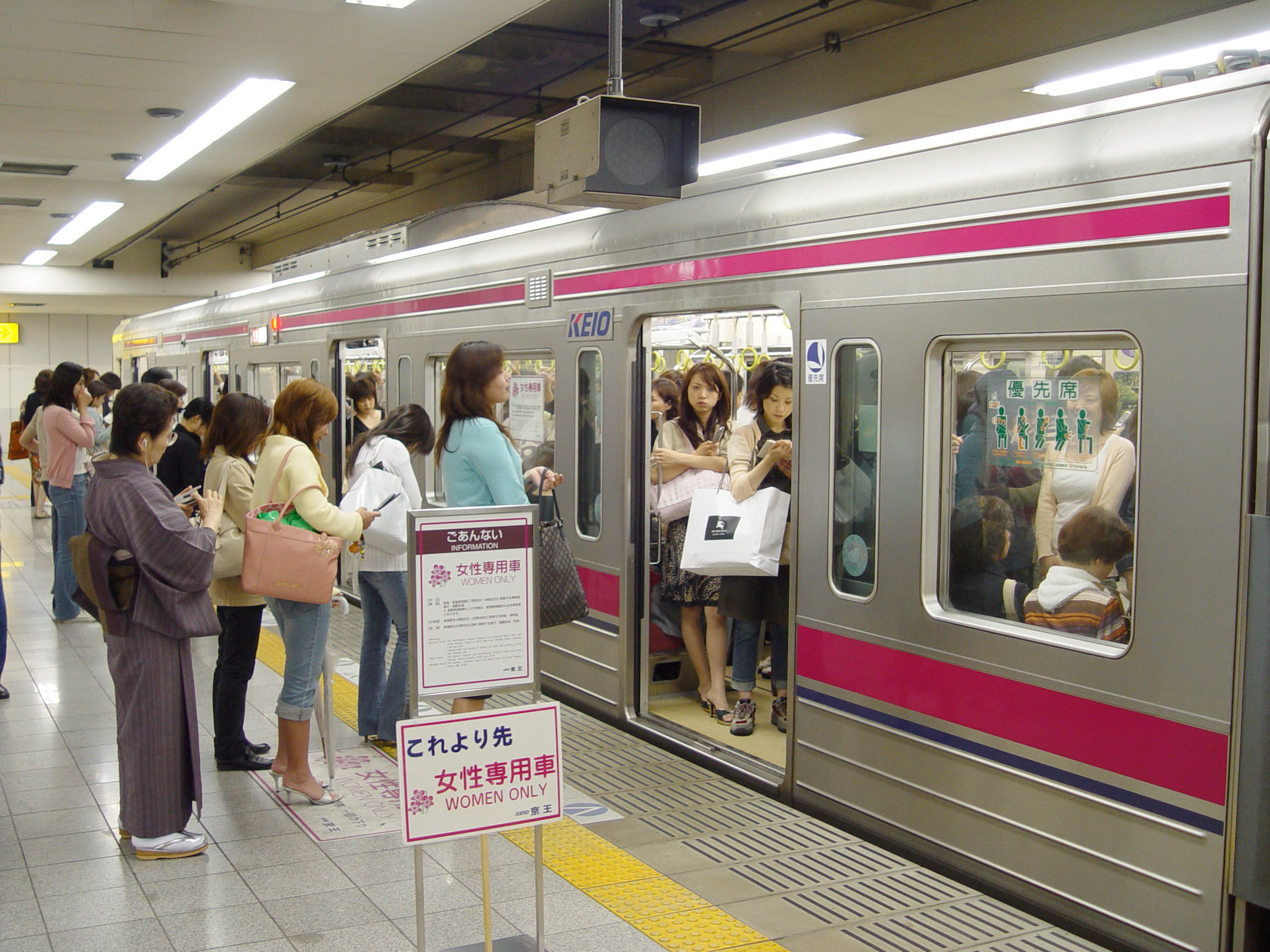
Voiture réservée aux femmes à la gare de Shinjuku.

En 1912, tandis que le transport ferroviaire se développe dans tout le pays, des voitures réservées aux femmes sont mises en service sur les lignes de chemins de fer de la capitale japonaise. Ce dispositif s'inspire d'une initiative mise en œuvre à New York, aux États-Unis, trois ans plus tôt. Appelé « train fleur »,, ces voitures de passagères sont disponibles aux heures de pointe et ont pour fonction sociale de préserver les femmes du voisinage d'hommes de la « classe laborieuse ». Les voitures réservées aux femmes sont abandonnées après la Seconde Guerre mondiale. À la suite de demandes pressantes émanant de la société civile, elles sont rétablies en 1947 et maintenues, jusqu'à l'an 1973, sur la ligne Chūō qui traverse l'agglomération de Tokyo d'ouest en est,. L'année 1999, des voitures réservées aux femmes sont réintroduites dans les trains de banlieue de la ligne Keiō. Selon l'entreprise Keiō, ce nouveau service, disponible uniquement en soirée, vise à assurer la sécurité des femmes, souvent confrontées à des salarymen ivres, rentrant chez eux tard le soir. Au début des années 2000, l'initiative est reprise par d'autres compagnies ferroviaires, sous la pression de la police (le département de la police métropolitaine, à Tokyo). En 2004, 2 201 cas de harcèlement sexuel sont rapportés à la police. Les agressions ont majoritairement lieu en matinée, entre 7 et 9 h. À partir de 2005, la plupart des opérateurs des lignes de chemin de fer du Japon mettent en circulation des voitures réservées aux femmes,,. Les voitures réservées, signalées par le message « women only » (« réservé aux femmes »),, sont généralement placées en fin de train, accessibles aux heures de pointe, parfois toute la journée. Aucune sanction légale n'est prévue pour dissuader les hommes d'utiliser le service. Répondant à l'augmentation du nombre des agressions sexuelles dans le métro, la police de Tokyo déploie, en 2009, des patrouilles de surveillance sur tout le réseau ferré de la capitale. Des campagnes d'information contre le chikan sont aussi organisées. Dans le métro de Tokyo, la mesure de prévention sécuritaire est étendue aux enfants de l'enseignement primaire ou souffrant d'un handicap, suivant une directive promulguée par le ministère du Territoire, des Infrastructures, des Transports et du Tourisme,,.
Depuis la mise en service, dans les années 2000, des voitures réservées aux femmes, des hommes se sont mobilisés pour manifester leur désaccord contre une mesure dénuée d'une base légale et jugée discriminatoire. Des actions en justice ont même été menées, mais sans succès. Dans les années 2010, l'expansion de l'usage des réseaux sociaux a amplifié et structuré la mobilisation d'hommes contre les voitures réservées aux femmes dans les transports en commun et a porté leur message de protestation dans les médias. À Tokyo, des hommes n'hésitent plus à utiliser le service réservé aux femmes, menant des actions ponctuelles pour faire valoir leur point de vue. Ils soutiennent notamment que le service entretient l'idée que tous les hommes sont potentiellement des agresseurs sexuels. Un mouvement anti-discrimination s'est formé. De leur côté, des femmes se regroupent et réclament que les voitures réservées aux femmes soient interdites d'accès aux hommes,,. En 2017, parmi les 1 750 agressions sexuelles enregistrées par la police de Tokyo, les trois quarts se sont déroulées dans un train ou une gare.

### Accident
Le 8 mars 2000, un déraillement à Naka-Meguro d'une rame de la ligne Hibiya suivi d'une collision avec un train de ligne Tōyoko arrivant en sens inverse fait cinq morts et 63 blessés.

### Attentat terroriste
Le 20 mars 1995, un attentat terroriste de la secte japonaise Aum Shinrikyo, au gaz sarin, fait douze morts et des milliers de blessés dans le métro de Tokyo. Le nombre de morts resta limité grâce à l'impureté du gaz.